# John Clemons
John Singleton Clemons (ur. 24 marca 1862 w Launceston, zm. 10 listopada 1944 w Oksford) – australijski polityk i prawnik, w latach 1901-1914 senator ze stanu Tasmania. Członek gabinetu Josepha Cooka (1913-1914).

## Życiorys
Ukończył studia prawnicze na Oxford University. Oprócz pracy w wyuczonym zawodzie, prowadził również interesy związane z górnictwem. W 1901 został wybrany do pierwszego po powstaniu zjednoczonej Australii składu Senatu federalnego. Zasiadał tam do 1914 roku. Początkowo był związany z Partią Wolnego Handlu, przemianowaną następnie na Partię Antysocjalistyczną. Po połączeniu tego ugrupowania z Partią Protekcjonistyczną, został członkiem nowo powstałej Związkowej Partii Liberalnej (CLP). W latach 1913–1914 był ministrem bez teki w tworzonym przez CLP gabinecie Cooka. 
Po przejściu na emeryturę Clemons spędził resztę życia w Anglii, jedynie okazjonalnie odwiedzając Tasmanię.